# Lista di forze speciali

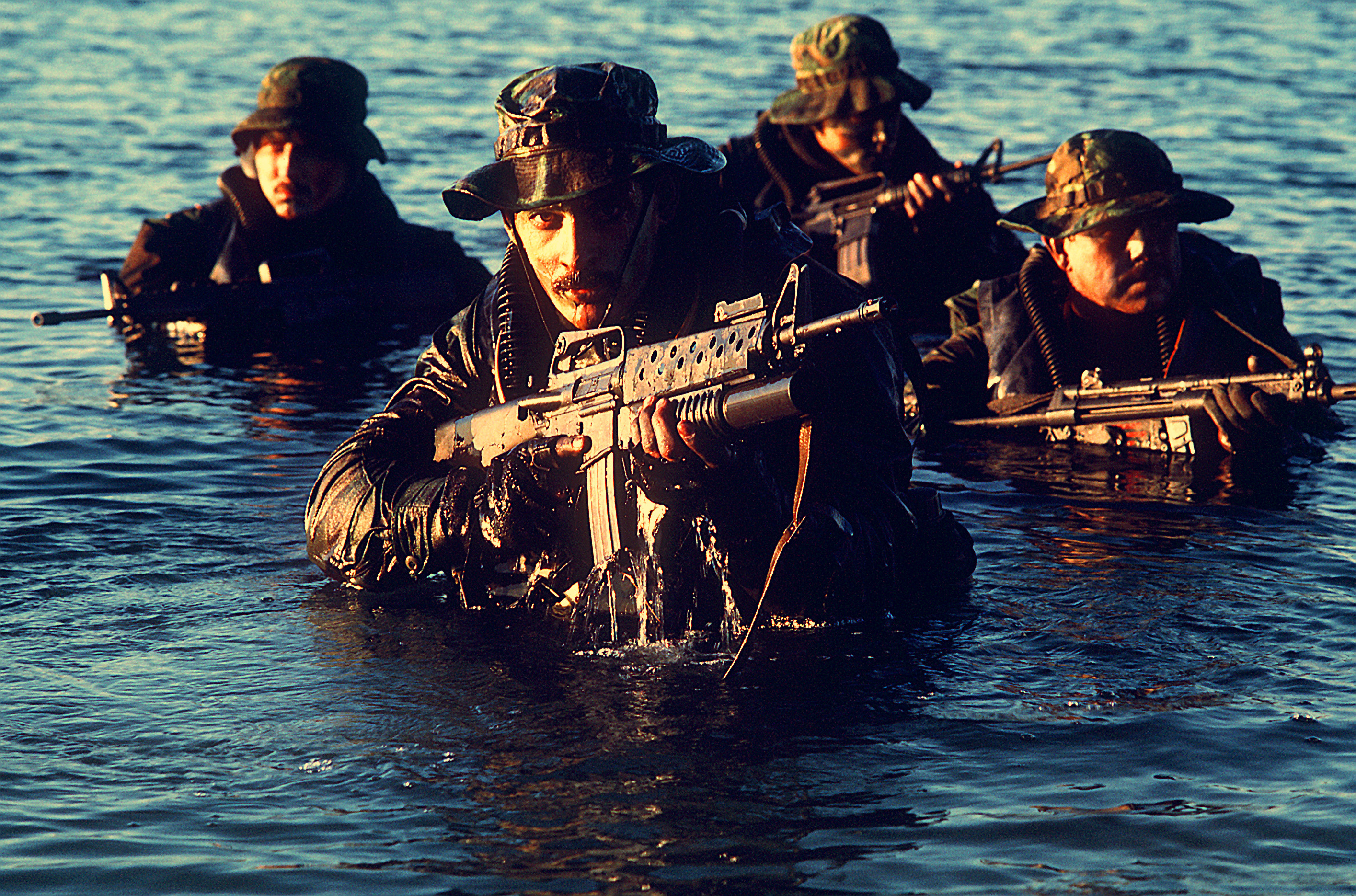
Seals della Marina Usa

Le forze speciali sono particolari unità militari di una forza armata, addestrate a condurre operazioni speciali. Le tipologie variano sensibilmente a seconda del momento storico e dello stato a cui si riferiscono. Nella pratica sono spesso erroneamente chiamati come corpi d'élite (definizione che dovrebbe correttamente indicare reparti scelti ma non destinati ad impieghi speciali) o anche più correttamente unità per operazioni speciali delle forze armate.
I reparti d'elite dei corpi di polizia (conosciute come teste di cuoio), non fanno parte delle forze speciali.
Di seguito una lista di forze speciali delle forze armate di vari paesi.

## Afghanistan
- Afghan National Army Commandos

## Albania
- Reparti i Neutralizimit te Elementit te Armatosur (RENEA)
- Reparti i Operacioneve Speciale (ROS)
- Shqiponjat
- Batalioni i Operacioneve Speciale
- Regiment Commando
- FNSH
- Compagnia operativa della Guardia Repubblicana
- Reparti Special i Farkes
- Port Authority Security Force

## Algeria
- Forze Terrestri Algerine
- 104º Reggimento di Manovra Operativa (104° RMO)
- 116º Reggimento di Manovra Operativa (116° RMO)
- 25º Reggimento Ricognizione (25° RR)
- Forze navali Algerine
  - Reggimento di Azione Speciale della Marina Militare (RASM)
- Aeronautica Militare Algerina
- 772º Reggimento di Fucilieri del Comando Aereo (772° RFCA)
- Guardia Repubblicana (GR)
- Reggimento d'Intervento Speciale
- Gendarmeria Nazionale Algerina (GN)
- Distacco Speciale d'Intervento (DSI)
- Polizia Nazionale Algerina (DGSN)
- Gruppo Operazioni Speciali di Polizia (GOSP)

## Angola
- 22° Sat

## Arabia Saudita
- Forza speciale d’emergenza

## Argentina
- Prefectura Naval Argentina:
  - Grupo Albatros
- Ejército Argentino:
  - Agrupación de Fuerzas de Operaciones Especiales
    - Compañía de Comandos 601
    - Compañía de Comandos 602
    - Regimiento de Asalto Aéreo 601
- Armada de la República Argentina:
  - Buzos Tácticos (APBT)
  - Comandos Anfibios (APCA)
  - Comando de la Infantería de Marina
- Aeronautica militare argentina:
  - Grupo de Operaciones Especiales (GOE)
- Forze armate dell'Argentina:
  - Fuerza de Despliegue Rápido (FDR)

## Australia
- Special Operations Command (SOCOMD)
  - Australian Special Air Service Regiment
    - Tactical Assault Group (West) (TAG West)

  - Australian commandos
    - 4th (Commando) Battalion, Royal Australian Regiment (4RAR [Cdo])
      - Tactical Assault Group (East) (TAG East)

    - 1st Commando Regiment

  - Incident Response Regiment
- Royal Australian Navy
  - Clearance Diving Team
- Royal Australian Air Force
  - Nessuna, anche se le Airfield Defence Guards (ADG) possono combattere sul terreno, a scopo difensivo.

## Austria
- Gendarmerieeinsatzkommando (GEK)
- Jagdkommando

## Bangladesh
- Rapid Action Battalion (RAB)

## Belgio
- Brigata Para-Commando (dal 2018 "Reggimento operazioni speciali")
  - Gruppo forze speciali dell'esercito belga
- GVP/ESR (LRRP)

## Bolivia
- Polivalente

## Botswana
- SSG

## Brasile
- Comando de Operações Especiais
- Batalhão de Operações Especiais de Fuzileiros Navais

## Cile
- Carabineros de Chile
  - Grupo Operaciones Policiales Especiales (GOPE)
- Ejército de Chile
  - 1' Brigata forze speciali
- Armada de Chile
  - Cuerpo de Infanteria de Marina
  - Buzos Tácticos

## Canada
- Devil's Brigade (Seconda guerra mondiale)
- Canadian Airborne Regiment (sciolto nel 1995)
- Canadian Special Operations Regiment (in formazione 2006)
- Joint Task Force 2 (JTF-2)

## Cina
- Forze Operazioni speciali (Esercito popolare di liberazione)
- Forze Operazioni speciali (Marina popolare di liberazione)

## Colombia
- Brigada de Fuerzas Especiales
- Grupo Anti-Secuestro de Aviones (GASDA)
- Grupo de Comandos Anfibios (GCA)

## Congo
- Decima Brigata Fanteria Speciale

## Corea del Nord
- Light Infantry Training Guidance Bureau

## Corea del Sud
- Special Forces Command
- 707º Commando sudcoreano
- ROK Capital Command
- ROKMC 1st Special Reconnaissance Battalion (Sharkmen)
- 56 Special Warfare Squadron (Marina coreana)
- 56 Special Warfare Squadron Special Missions Group
- Military Police Special Guard Team (Polizia militare)
- ROK Naval Special Warfare Brigade Marina della Repubblica di Corea

## Costa Rica
- Unidad de Intervención Especial (UIE)

## Cuba
- Fuerzas Armadas Revolucionarias (FAR)
  - Avispas Negras
- Milicias de Tropas Territoriales (MTT)
  - Formaciones Especiales

## Danimarca
- Frømandskorpset
- Jægerkorpset
- Slædepatruljen Sirius

## Ecuador
- Ejército del Ecuador
  - Grupo Especial de Operaciones "Ecuador"
  - Grupo Comandos de Selva (IWIAS)
  - Grupo Comandos "Tauras"

## Egitto
- Unità 333 H.R.F. (Hostege Rescue Forces) forze speciali di polizia per recupero ostaggi a rischio
- Unità 444 Tamasih (Egyptian Navy) specializzato in operazioni subacquee, anfibie e navali
- Unità 777 Scorpions (Egyptian Army) specializzato in anti-terrorismo, azione diretta, assistenza militare, recupero ostaggi
- Unità 999 Cobra (Egyptian Army) specializzato in sabotaggi, demolizioni, guerra non ortodossa, ricognizioni speciali

## El Salvador
- Ejército Salvadoreño
  - Comando Especial Anti Terrorista (CEAT). Reparto formato durante gli anni ottanta nel corso della guerra civile ed addestrato dalle forze speciali statunitensi. I suoi compiti comprendono l'antiterrorismo, la liberazione di ostaggi e la protezione di personalità.
  - Grupo de Operaciones Especiales (G.O.E.)

## Emirati Arabi Uniti
- Squadrone commando

## Eritrea
- Forze Speciali Eritree (accetta le donne)

## Etiopia
- 205ª Brigata Commando
- 206ª Brigata Commando
- Divisione Commando Agazi

## Filippine
- Light Reaction Company
- 1st Special Forces Regiment (Airborne) (SFR "A")
- 1st Scout Ranger Regiment (FSRR)
- Philippine Marine Corps Force Recon Battalion
- Special Warfare Group
- 710th Special Operations Wing
- Special Action Force
- Special Reaction Unit
- Philippine National Police Aviation Security Command

## Finlandia
- Erillinen Pataljoona 4 (Continuation War)
- Karhu Ryhmä (Orsi)
- Sissikomppaniat
- Utti Jaeger Regiment

## Francia
- Armée de terre
  - 1er Régiment Parachutiste d'Infanterie de Marine (1er RPIMA)
  - 13ème Régiment des Dragons Parachutistes (13e RDP)
  - 4ème Régiment d'Hélicoptères des Forces Spéciales (4e RHFS)
  - Commandement des Forces Spéciales Terre (COMFST)
- Armée de l'air
  - Commando Parachutiste de l'Air n° 10  (CPA 10)
  - Commando parachutiste de l'air n° 30 (CPA 30)
  - Escadron d'hélicoptères 1/67 Pyrénées
  - Escadron de transport 3/61 Poitou (ET 03.061)
- Marine nationale
  - Commando marine

## Germania
- Bundeswehr
  - Kommando Spezialkräfte (KSK) dell'esercito
  - Fernspählehrkompanie 200 dell'esercito
  - Kommando Spezialkräfte Marine (KSM) della marina (già Kampfschwimmer (KS))
  - Kampfretter dell'aeronautica
- Bundespolizei
  - Grenzschutzgruppe 9 (GSG-9) della Polizia federale

## Giappone
- Agenzia di autodifesa terrestre:
  - Prima brigata paracadutisti
  - Unità Guide
  - Unità S
  - Western Army Infantry Regiment
  - Ranger Platoon
- Forza di autodifesa marittima:
  - Special Boarding Unit
  - Special Guard Force
- Agenzia di sicurezza marittima:
  - Special Security Team

## Grecia
- Esercito greco:
  - Eidiko Tmima Alexiptotiston (Unità speciale paracadutisti, ETA)
  - Z Moira Amfivion Katadromon (Squadrone Z d'assalto anfibio, Z MAK)
  - 13 Dioikisi Eidikon Epiheiriseon (13º commando operazioni speciali, 13 DEE)
  - 1 Taxiarhia Katadromon/Alexiptotiston (1ª Brigata assaltatori/paracadutisti)
  - 32 Taxiarhia Pezonavton (32 TAXPN)
  - 71 Aerometaferomeni Taxiarhia Pezikou (71ª brigata aeromobile, 71 AMTP)
- Marina militare greca:
  - Dioikisi Ypovrihion Katastrofon (Commando guastatori subacquei, DYK)
- Aeronautica militare greca:
  - 31 Moira Eidikon Epiheiriseon (31º squadrone operazioni speciali, 31 MEE)

## Guatemala
- Brigada Kaibil
- Grupo Especial de Interdicción y Rescate (G.E.I.R.)
- Brigada de Operaciones Especiales de Selva (BOES)

## Honduras
- Ejército de Honduras
  - Primer Batallón de Fuerzas Especiales
  - Segundo Batallón de Infantería Aerotransportado (Panteras Negras)

## India
- Esercito indiano
  - Seema Sukhakshya Bal (SSB)
  - Para Commandos
- Marina militare indiana
  - Marine Commando Force
- Aeronautica militare indiana
  - Garud Commando Force
- Unità antiterrorismo
  - National Security Guard
- Altre unità
  - Special Frontier Force
  - Special Protection Group

## Indonesia
- Esercito
  - Kopassus (Komando Pasukan Khusus /Forza Speciale dell'Esercito) TNI AD
- Marina
  - Kopaska (Komando Pasukan Katak / Incursori di marina /UDTs) TNI AL
- Fanteria di marina
  - Denjaka (Detasemen Jala Mengkara /Squadra antiterrorismo navale) TNI AL
  - Taifib (Intai Amphibi / Ricognizione marittima) Marinir TNI AL
- Aeronautica
  - Detasemen Bravo (basato sul SAS del Regno Unito) Paskhas TNI AU

## Islanda
- Víkingasveitin (Viking)
- Landhelgisgæslan

## Israele
- Forze di difesa israeliane (IDF)
  - Stato maggiore (GS)
    - Unit 101 (sciolta)
    - Sayeret Matkal
    - Unit 8200

  - Corpi di combattimento (CCH) (MAFHASH, Ebraico ???"?)
    - Sayeret Yahalom (Diamante)
    - Sayeret Egoz (Noce)
    - Sayeret Duvdevan (Ciliegia)
    - Sayeret Tsanhanim (Paracadutisti)
    - Sayeret Golani
    - Sayeret Yael (Chamois)
    - Sayeret Shaked
    - Duhifat
    - Unit Oketz (Sting)
    - Alpinistim (Alpinisti)
    - Force 100

  - Unità speciali dell'aeronautica (SAU) (KA'AM, ebraico ??"?)
    - Unit 5101 (Sayeret Shaldag, Martin pescatore)
    - Unit 5707 (TSASAM, Unità acquisizione obbiettivi)
    - Unit 669 (YEHIDAT HILUTZ, Extrication )

  - Special Sea Corps Units (SSU) (SHAYETET, ebraico ?????)
    - Shayetet 13 (Flottiglia 13)
    - YALTAM (Task force subacquea)

  - Commandos Yamit

## Italia
- Forze speciali italiane
  -  9º Reggimento d'assalto paracadutisti "Col Moschin" (Esercito Italiano);
  -  G.O.I. - Gruppo Operativo Incursori del COMSUBIN - Raggruppamento Subacquei ed Incursori "Teseo Tesei" (Marina Militare);
  -  17º Stormo incursori (Aeronautica Militare Italiana);
  -  G.I.S. - Gruppo Intervento Speciale (Arma dei Carabinieri);
  -  4º Reggimento alpini paracadutisti "Monte Cervino" (Esercito Italiano);
  -  185º Reggimento paracadutisti ricognizione acquisizione obiettivi "Folgore" (Esercito Italiano).

## Kazakistan
- Aristan
- Spetznaz Brigade

## Kenya
- D Company, 20th Parachute Battalion

## Kirghizistan
- Kyrgyz Special Forces (Scorpion)

## Kuwait
- 10th Commando Battalion

## Lettonia
- OMEGA
- Specialo uzdevumu vieniba (SUV)

## Libano
- Marine Commando Regiment

## Lituania
- Aras
- Aitvaras

## Macedonia del Nord
- Skorpii (Scorpioni)
- Volci (Lupi)

## Malaysia
- Grup Gerak Khas
- Paskal
- Paskau
- VAT 69

## Malta
- C (Special Duties) Company (1st Regiment, Armed Forces)
- Rapid Deployment Team (2nd Regiment, Armed Forces)

## Marocco
- Gendarmerie royale marocaine
  - Groupe spécial d'intervention de la gendarmerie royale (GSIGR)
- Marine royale
  - Groupes d'Intervention de la Marine Royale (GIMR)[1]

## Messico
- Grupo Aeromóvil de Fuerzas Especiales (GAFE)
- Fuerzas Especiales (FES)
- Grupo Aeromóvil de Fuerzas Especiales del Alto Mando (High Command GAFE)
- Grupo de Operaciones Especiales (GOPES)

## Nepal
- Shree Mahabir (Rangers)
- Shree Yuddha Bhairav (Forze speciali)
- Shree Singha Nath (Commandos)

## Norvegia
- Forze di Difesa Norvegesi:
  - Forsvarets Spesialkommando
- Esercito norvegese:
  - Hærens Jegerkommando
- Regia Marina Norvegese:
  - Marinejegerkommandoen

## Nuova Zelanda
- Special Air Service of New Zealand

## Pakistan
- Special Services Group

## Paesi Bassi
- Regio Esercito dei Paesi Bassi:
  - Korps Commandotroepen (KCT)
- Fanteria di marina:
  - Bijzondere Bijstands Eenheid (BBE)
  - 7th Troop (Integrato con l'SBS britannico)
  - Mountain Leader Platoon (integrato con il ML britannico)

## Perù
- Ejército del Perú
  - 1' Brigada de Fuerzas Especiales
  - 3' Brigada de Fuerzas Especiales
  - 6' Brigada de Fuerzas Especiales
- Fuerza de Operaciones Especiales de la Marina de Guerra del Perú

## Polonia
- Wojska Specjalne
  - Dowództwo Wojsk Specjalnych (Comando Wojska Specjalne)
    - Jednostka Wojskowa Agat (Unità militare Agat)
    - Jednostka Wojskowa Formoza (Unità militare Formoza)
    - Jednostka Wojskowa Grom (Unità militare Grom)
    - Jednostka Wojskowa Komandosów (Unità militare Komandosów)
    - Jednostka Wojskowa Nil (Unità militare Nil)
- Siły Powietrzne
  - 7 Eskadra Działań Specjalnych (7ª Squadriglia per le operazioni speciali) solo comandando delle operazioni,

## Portogallo
- Esercito:
  - Centro de Tropas de Operações Especiais (CTOE)
  - Centro de Tropas Comando (CTC)
  - Companhia de Precursores (Cprecs) (Compagnia esploratori paracadutisti)
- Marina:
  - Destacamento de Acções Especiais (DAE)
- Força Aérea Portuguesa (Aeronautica Militare):
  - RESCOM (CSAR)

## Regno Unito
- United Kingdom Special Forces
  - Special Forces Support Group
  - British Army
    - Special Air Service (SAS)
    - Special Reconnaissance Regiment (unità interforze ma sotto il comando dell'esercito)
    - 1º Battaglione Parachute Regiment

  - Royal Navy
    - Special Boat Service
    - Compagnia F, Royal Marines

## Repubblica Ceca
- 6th Special Forces Brigade
- 115th Long Range Reconnaissance Battalion
- 4th Reconnaissance Battalion
- 43rd Airborne Mechanized Battalion
- 2nd Reconnaissance Battalion
- 7th Reconnaissance Battalion

## Repubblica d'Irlanda
- Army Ranger Wing "Fianòglach"
- Emergency Response Unit
- Irish Army Rangers (accetta le donne)

## Romania
- Detasamentul de Interventie Rapida (DIR MApN)
- Comandamentul Trupelor de Parasutisti
  - Sessantesimo battaglione paracadutisti "Baneasa-Otopeni"
  - 495º battaglione paracadutisti "Captain Stefan Soverth"
  - 498º battaglione paracadutisti "Smaranda Braescu"
  - 307º battaglione
- Cercetasi
  - 528º battaglione ricognitori
  - 313º battaglione ricognitori
  - 317º battaglione ricognitori
- Forte Speciale
- Scafandri de lupta

## Russia/Unione Sovietica
- Alpha Group (FSB).
- Beta Group
- Delfin (Delfino)
- Saturn
- Kaskad (Cascata)
- Grom (Russia) (Tuono)
- Vympel (Pennant, o Gruppo V) (FSB)
- Spetsnaz (Spetsialnoje Naznachenie)
  - Spetsnaz GRU
  - Fanteria di marina Spetsnaz (berretti neri)
- Vozdušno-desantnye vojska (VDV)
  - 103th, 104th and 105th Airborne Guard Divisions
  - Independent Assault Brigades
  - 45th Distinct Reconnaissance Regiment (possibly a Spetsnaz GRU unit)

## Serbia
- Forze armate serbe
  - Bataljon vojne policije specijalne namene "Kobre" (Battaglione di polizia militare per usi speciali "Cobra")
  - Kopnena Vojska (Forze di terra)
    - Specijalna brigada (Brigata speciale)
      - Protivteroristički bataljon "Sokolovi" (Battaglione anti-terrorismo "Falconi")
      - 63. Padobranski bataljon (63º Battaglione dei paracadutisti)
      - 72. Izviđačko-diverzantski bataljon (72º Battaglione di ricognizione-commando)

## Singapore
- Singapore Armed Forces
  - Naval Diving Unit
  - Singapore Commandos
    - Singapore Special Operations Force

## Siria
- Special Defence Companies
- 14ª Division Special Forces
- Republican Guard

## Slovacchia
- 5. PŠU

## Slovenia
- MORiS
- Enota za specialno delovanje

## Spagna
- Guardia Civil
  - Grupo de Acción Rápida

- Ejercito 
  - Grupo de operaciones especiales "Maderal Oleaga" (Tercio)
  - Bandera de Operaciones Especiales de la Legión (BOEL)
  - Mando de Operaciones Especiales (MOE)
  - Escuadrilla de Zapadores Paracaidistas (EZAPAC)
  - Escuadrilla de Apoyo al Despliegue Aereo (EADA)
- Armada
  - Fuerza de Guerra Naval Especial

## Sri Lanka
- Special Task Force (STF)
- LRRP

## Stati Uniti d'America
- United States Army:
  -  Forze Speciali dell'Esercito (Berretti Verdi)
  -  1º SFOD-D (Delta Force)
  -  160th Special Operations Aviation Regiment (Night Stalkers)
  -  Intelligence Support Activity (The Activity)
- United States Navy:
  -  Navy SEALs
  -  United States Naval Special Warfare Development Group (DEVGRU)
- CIA:
  - Special Activities Division
  -  Special Warfare Combatant-craft Crewmen
- United States Air Force:
  -  Combat Control Team
  -  United States Air Force Pararescue
  -  Special Operations Weather Technician
- United States Marine Corps:
  - MARSOC
    - Marine Raiders Regiment

  - United States Marine Corps Reconnaissance Battalions

## Sudafrica
- Special Forces Brigade "Recces"

## Sudan
- 144th Special Forces Company, 9th Airborne Division

## Svezia
- Särskilda Skyddsgruppen (SSG')
- Fallskärmsjägarskolan

## Svizzera
- Distaccamento d'esplorazione dell'esercito 10 (DEE 10)
- Compagnia d'esploratori paracadutisti 17 (cp espl par 17)
- Battaglioni granatieri (bat gran)
- Distaccamento speciale della polizia militare (DSPM)

## Taiwan
- Security Preservation Force
- Nighthawks Force (Counter-decapitation unit, Military Police Command)
- Aviation and Special Warfare Command
- 862nd Special Warfare Brigade
- Airborne Special Services Company (ASSC)
- 101st Amphibious Reconnaissance Battalion (Uomini rana)
- Underwater Demolitons Unit (UDU)

## Thailandia
- Royal Thai Special Forces
- Royal Thai Air Force Commando Company
- Royal Thai Marine Corps Amphibious Reconnaissance Battalion
- Royal Thai Navy SEALs
- Thai Royal Guard

## Tunisia
- GCGN
- USGN

## Turchia
- Özel Kuvvetler Komutanlığı (OKK)
- Bordo Bereliler
- Ozel Jandarma Komando Bolugu
- Su Alti Taaruz (SAT)
- Su Alti Savunma (SAS)

## Ucraina
- Berkut (Golden Eagles)

## Venezuela
- Brigada de Acciones Especiales (BAE)
- Grupo de Acciones Especiales (GAE, GAC)
- JCEF
- 42 Brigada de Paracaidistas
- 5 División de Infantería de Selva
- 507 Batallón de Fuerzas Especiales "Coronel Domingo Montes"
- 107 Batallón de Fuerzas Especiales "General en Jefe José Gregorio Monagas"
- Comando de Operaciones Especiales "Generalísimo Francisco de Miranda"
- Unidad de Fuerzas Especiales

## Vietnam
- Ð?c công (Special Attack)